# Oj, to ne večer
Oj, to ne večer (in russo Ой, то не вечер?), o Oj, da ne večer (in russo Ой, да не вечер?), noto anche come Son Stepana Razina (in russo Сон Степана Разина?, Il sogno di Stepan Razin) e come Kazač'ja pritča (in russo Казачья притча?, Parabola cosacca), è un canto popolare cosacco. In esso Stepan Razin racconta un sogno premonitore di sventure.
La prima versione scritta del brano è stata pubblicata con il titolo, secondo l'ortografia dell'epoca, di Oj, ne večor'', to-li ne večor'' (Son Sten'ki Razina) [in russo Ой, не вечоръ, то-ли не вечоръ (Сон Стеньки Разина)?] nel 1899 nel libro di Aleksandra e Vladimir Železnov Pěsni ural'skich kazakov (in russo Пѣсни уральских казаков?, Canzoni dei cosacchi degli Urali). Gli autori riferiscono di averla trascritta dal «vecchio cosacco settantacinquenne F. S. Ž.».

## Testo
| Russo | Traslitterazione | Traduzione in italiano |
| --- | --- | --- |
| Ой, то не вечер, то не вечер, мне малым-мало спалось, ой, да во сне привиделось. Мне малым-мало спалось, ой, да во сне привиделось. Мне во сне привиделось, будто конь мой вороной разыгрался, расплясался, ой, разрезвился подо мной. Разыгрался, расплясался, ой, разрезвился подо мной. Ай, налетели ветры злые да с восточной стороны. Ой, да сорвали чёрну шапку с моей буйной головы. Ой, да сорвали чёрну шапку с моей буйной головы. А есаул мой догадлив был, он сумел сон разгадать: "Ох, пропадёт" — он говорил, — твоя буйна голова!" "Ох, пропадёт" — он говорил, — твоя буйна голова!" Ой, то не вечер, то не вечер, мне малым-мало спалось, ой, да во сне привиделось. Мне малым-мало спалось, ой, да во сне привиделось, ох, да во сне привиделось... | Oj, to ne večer, to ne večer, mne malym-malo spalos', oj, da vo sne prividelos'. Mne malym-malo spalos', oj, da vo sne prividelos'. Mne vo sne prividelos', budto kon' moj voronoj razygralsja, raspljasalsja, oj, razrezvilsja podo mnoj. Razygralsja, raspljasalsja, oj, razrezvilsja podo mnoj. Aj, naleteli vetry zlye da s vostočnoj storony. Oj, da sorvali čërnu šapku s moej bujnoj golovy. Oj, da sorvali čërnu šapku s moej bujnoj golovy. A esaul moj dogadliv byl, on sumel son razgadat': "Och, propadët" — on govoril, — tvoja bujna golova!" "Och, propadët" — on govoril, — "tvoja bujna golova!" Oj, to ne večer, to ne večer, mne malym-malo spalos', oj, da vo sne prividelos'. Mne malym-malo spalos', oj, da vo sne prividelos', och, da vo sne prividelos'... | Prima di sera, prima di sera, mi addormentai con fatica, mi addormentai con fatica e feci un sogno. Mi addormentai con fatica e feci un sogno. Nel sogno vidi che il mio cavallo corvino prendeva a danzare e ad agitarsi sotto di me. Prendeva a danzare e ad agitarsi sotto di me. Si alzarono forti venti che arrivavano da oriente e strapparono il nero cappello dal mio capo ribelle. Strapparono il nero cappello dal mio capo ribelle. Il mio esaul era perspicace e seppe interpretare il sogno: "Si perderà" — disse — "il tuo capo ribelle!" "Si perderà" — disse — "il tuo capo ribelle!" Prima di sera, prima di sera, mi addormentai con fatica, mi addormentai con fatica e feci un sogno. Mi addormentai con fatica e feci un sogno. E feci un sogno... |